# Gabinete Olinda I
O Gabinete Olinda I foi o ministério formado pelo Partido Conservador em 29 de setembro de 1848 e dissolvido em 8 de outubro de 1849. Foi chefiado por Pedro de Araújo Lima, Visconde de Olinda, sendo o 4º gabinete do Império do Brasil após o estabelecimento do Decreto n.º 523 de 1847. Foi antecedido pelo Gabinete Paula Sousa e sucedido pelo Gabinete Monte Alegre.

## Contexto
Segundo Sérgio Buarque de Holanda (2004):
O Imperador aceita o pedido de demissão de Paula Sousa: convoca José da Costa Carvalho, então Visconde de Monte Alegre, que não deseja a presidência do Conselho, sugerindo Pedro de Araújo Lima, então Visconde de Olinda. [...] Assumindo o poder em 29 de setembro de 1848, o Gabinete se mantém até 11 de maio de 1852, quando é substituído por outro, inteiramente seu continuador. Este se mantém até 6 de setembro de 1853, quando a vida política toma outras formas, sob o signo da chamada Conciliação.

## Composição
O gabinete foi composto da seguinte forma:
- Presidente do Conselho de Ministros: Pedro de Araújo Lima, Visconde de Olinda.
- Ministro dos Negócios do Império: José da Costa Carvalho, Visconde de Monte Alegre.
- Ministro da Justiça: Eusébio de Queirós Coutinho Matoso da Câmara.
- Ministro dos Estrangeiros: Pedro de Araújo Lima, substituído em 8 de outubro de 1849 por Paulino José Soares de Sousa.
- Ministro da Fazenda: Pedro de Araújo Lima, interino, substituído em 6 de outubro por Joaquim José Rodrigues Torres.
- Ministro da Marinha: Manuel Felizardo de Sousa e Melo, substituído em 23 de julho de 1849 por Manuel Vieira Tosta.
- Ministro da Guerra: Manuel Felizardo de Sousa e Melo, interino em 29 de setembro e efetivo em 23 de julho de 1849.

## Programa de governo
Segundo o Presidente do Conselho de Ministros (1848):
Direi que o atual gabinete não faz promessas, não quer prometer, para não se ver muitas vezes na dura necessidade de não poder cumprir seus desejos.
O gabinete apresentou o seguinte programa de governo:
- Sustentar e executar plenamente a Constituição e as leis.

## Legislação aprovada
O gabinete aprovou a seguinte legislação:
- Decreto nº 561 de 18 de novembro de 1848: Adita os regulamentos de 9 de maio de 1842 e 27 de junho de 1845, para arrecadação dos bens de defuntos e ausentes.
- Decreto nº 572 de 9 de janeiro de 1849: Estabelece as regras por que deverão ser feitas, até ulterior disposição legislativa, as promoções nos diferentes corpos do Exército.
- Decreto nº 575 de 10 de janeiro de 1849: Estabelece regras para incorporação de quaisquer sociedades anônimas.
- Decreto nº 576 de 11 de janeiro de 1849: Modifica e substitui a tabela de emolumentos consulares mandada observar pelo de 11 de junho de 1847.
- Decreto nº 601 de 19 de abril de 1849: Aprova o plano para organização do corpo de saúde do Exército.
- Decreto nº 607 de 23 de abril de 1849: Organiza o corpo de saúde da Armada nacional e imperial.
- Decreto nº 625 de 28 de julho de 1849: Marca o peso, toque e valores das moedas de ouro e prata, que se cunharam em virtude da Lei nº 475 de 20 de setembro de 1847.
- Regulamento nº 624 de 29 de julho de 1849: Estabelece a maneira pela qual no Supremo Tribunal de Justiça se deve verificar a antiguidade dos magistrados.
- Decreto nº 637 de 27 de setembro de 1849: Manda executar o regulamento interno da administração do correio da Corte e Província do Rio de Janeiro.